# The Mixture
The Mixture is een livealbum van Rick Wakeman uit 2002. Het maakt deel uit van de Treasure Chest Box, maar werd ook los uitgegeven.
The Mixture bevat een aantal live-opnamen in de loop der jaren gemaakt tijdens concerten van Wakeman met allerlei muzikanten. Er staan opnamen op van Wakeman met Ashley Holt alleen, opgenomen tijdens een beperkt aantal concerten, die dit duo heeft gegeven. Verder is ook Adam Wakeman van de partij op een aantal tracks, dus een deel van de opnamen was (toen) vrij recent.

## Tracklist
| Nr. | Titel                                                                              | Duur  |
| --- | ---------------------------------------------------------------------------------- | ----- |
| 1.  | No Earthly Connection (zang Holt)                                                  | 11:40 |
| 2.  | Make Me a Woman (zang Holt)                                                        | 6:20  |
| 3.  | Fool on the Hill / Eleanor Rigby (van John Lennon en Paul McCartney met zang Holt) | 9:15  |
| 4.  | Burlington Arcade                                                                  | 3:00  |
| 5.  | Space Oddity / Life on Mars? (van David Bowie met Adam)                            | 7:40  |
| 6.  | The Jig (met Adam)                                                                 | 3:00  |
| 7.  | The Breathalyser (met Adam, die tevens zong)                                       | 7:05  |
| 8.  | Clair de lune (van Claude Debussy met Adam)                                        | 3:45  |

Cd 1 = The Real Lisztomania ·
Cd 2 = The Oscar Concert ·
Cd 3 = The Missing Half ·
Cd 4 = Almost Classical ·
Cd 5 = The Mixture ·
Cd 6 = Medium Rare ·
Cd 7 = Journey to the Centre of the Earth plus ·
Cd 8 = Stories